# Тюртюк
Тюртюк (баш. Төртөк) — река в России, протекает в Бижбулякском районе Республики Башкортостан. Исток реки находится около деревни Лассирма Бижбулякского района Республики Башкортостан. Является левобережным притоком реки Дёмы, её устье находится в 378 км от устья реки Дёмы, близ села Елбулактамак. Длина реки составляет 16 км.
Притоки: Ключевка.
Населённые пункты у реки: Лассирма, Пчельник, Нижняя Курмаза, Елбулактамак.

## Данные водного реестра
По данным государственного водного реестра России относится к Камскому бассейновому округу, водохозяйственный участок реки — Дёмы от истока до водомерного поста у деревни Бочкарёва, речной подбассейн реки — Белая. Речной бассейн реки — Кама.
Код объекта в государственном водном реестре — 10010201312111100024465.